# Strájmli

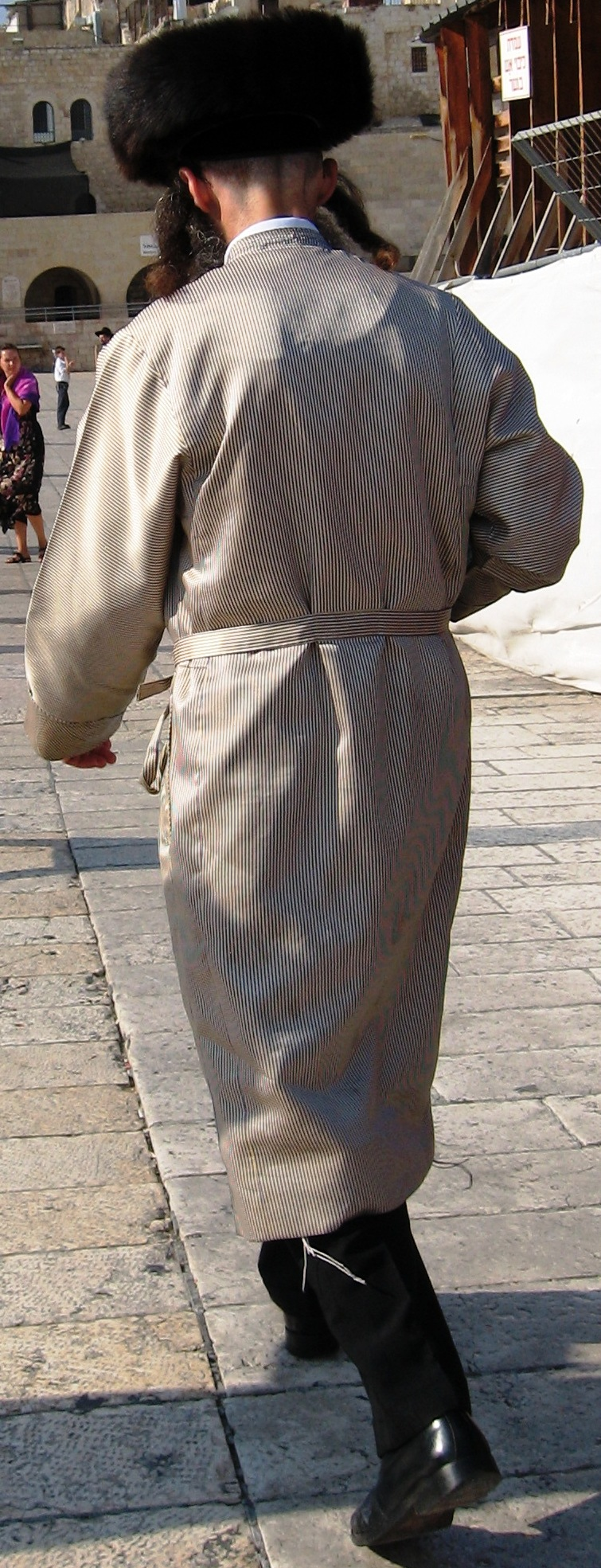

A strájmli vagy strámli szőrmekalap, amit a haszid zsidók szoktak viselni.
Egykor a kelet-európai zsidók körében népszerű, széles karimájú kalap volt, főleg a haszidok viselték sábátkor és ünnepeken. A kalap kerek, selyemből vagy bársonyból készült közepét tizenhárom barna cobolyprém vette körül illetve oldalán 13 cobolyfarok lógott, emlékeztetőül a 13 zsidó törzsre (József két fiát külön számítva), a Maimonidész által összeállított 13 hittételre és főként az Örökkévaló 13 tulajdonságára. Ma is elsősorban – bár egyáltalán nem kizárólag – haszid viselet.
A strájmli alatt kisméretű kipát (jármülkét) viseltek.
A strájmli egykor a lengyelek öltözékének egy darabja volt, melyet a zsidók akkor vettek át, amikor Lengyelországban a nyugati öltözködés kezdett terjedni. Ezáltal elkülönültek más lengyelektől, s a strájmli lassanként különleges zsidó viseletnek kezdett számítani. Más vélemények szerint a strájmli a negyedik lateráni zsinat rendelkezése nyomán született, ami arra kötelezte a zsidókat, hogy kalapjukra állatfarkat varrjanak.
A vőlegény először esküvőjén teszi fel a strájmlit.